# Masaki Morinaga
Pour les articles homonymes, voir Masaki (homonymie).
 Masaki Morinaga (森長 正樹, Morinaga Masaki, né le 27 mars 1972 à Amagasaki) est un athlète japonais, spécialiste du saut en longueur.

## Biographie
En 1998, il remporte la médaille d'or des Jeux asiatiques, à Bangkok, et s'impose par ailleurs lors des championnats d'Asie, à Fukuoka. Il se classe sixième de la coupe du monde des nations 1998. 
Il détient le record du Japon du saut en longueur avec 8,25 m, établi le 5 mai 1992 à Shizuoka.

### Palmarès
| Date | Compétition                | Lieu         | Résultat | Épreuve          | Performance |
| ---- | -------------------------- | ------------ | -------- | ---------------- | ----------- |
| 1991 | Championnats d'Asie        | Kuala Lumpur | 2e       | Saut en longueur | 8,02 m      |
| 1998 | Jeux asiatiques            | Bangkok      | 1er      | Saut en longueur | 8,10 m      |
| 1998 | Championnats d'Asie        | Fukuoka      | 1er      | Saut en longueur | 8,08 m      |
| 1998 | Coupe du monde des nations | Johannesburg | 6e       | Saut en longueur | 7,76 m      |

### Records
| Épreuve          | Performance | Lieu     | Date       |
| ---------------- | ----------- | -------- | ---------- |
| Saut en longueur | 8,25 m      | Shizuoka | 5 mai 1992 |